# سقاره

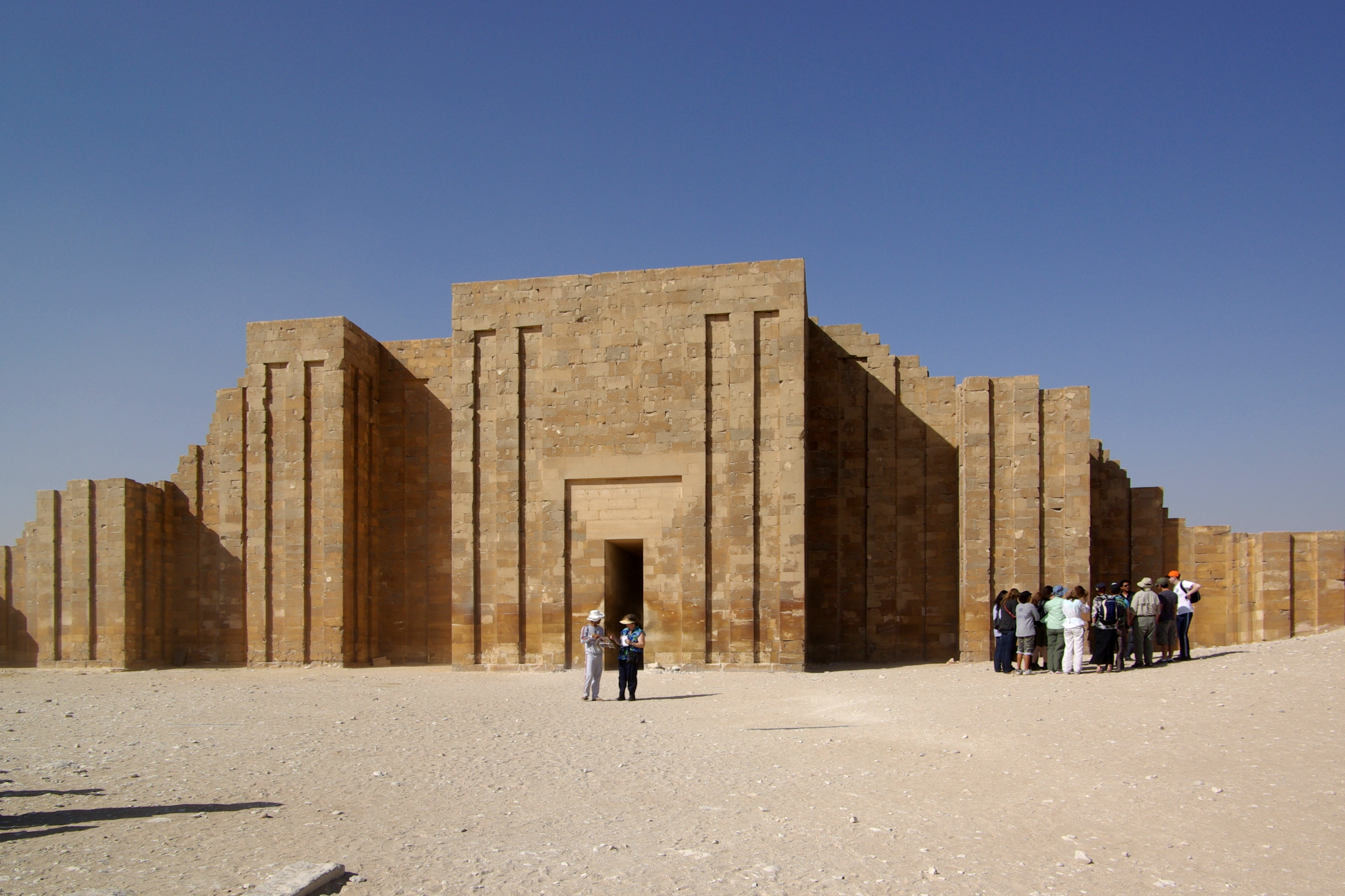
ورودی مجموعه آرامگاه جوزر

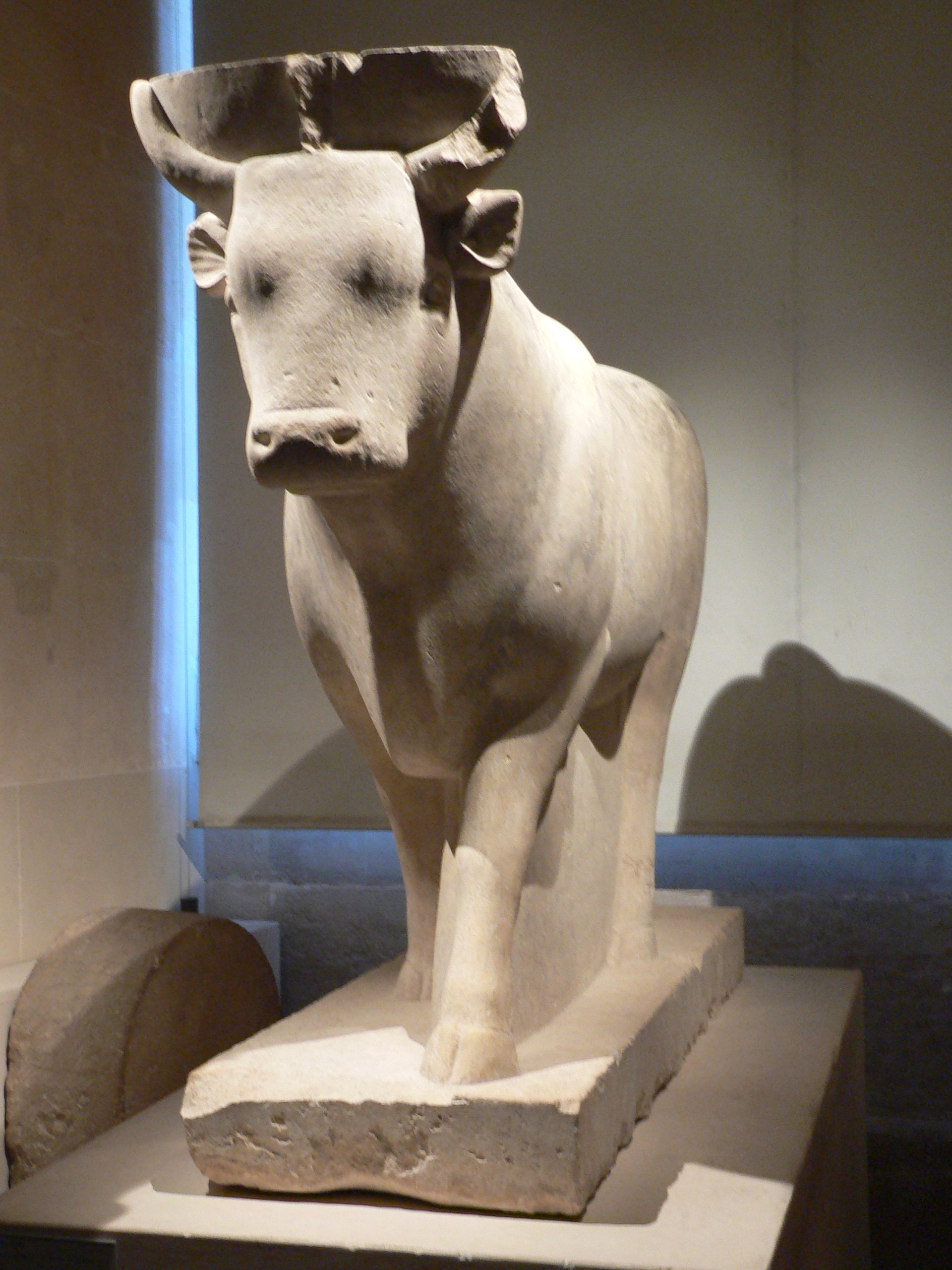
تندیسی از گاو آپیس، دودمان سی‌ام، لوور

سقاره (به عربی: سقارة) محوطه‌ای بزرگ و باستانی برای به خاک سپاری مردگان در مصر باستان بوده‌است و درگذشتگان پایتخت، ممفیس، در آن به خاک سپرده می‌شدند. این مکان در بر گیرنده هرم‌های بسیاری، از جمله هرم پلکانی شاه جوزر که معروفیت جهانی دارد، است. مصطبه‌های بسیاری نیز در این محوطه وجود دارند. این منطقه که ابعادی برابر با ۷ در ۱٫۵ کیلومتر مربع دارد، در ۳۰ کیلومتری جنوب قاهره امروزین قرار گرفته.
این مجموعه در سال ۱۹۷۹ در فهرست میراث جهانی یونسکو ثبت شده‌است. نام سقاره از نام قبیله «بنی سقار» که در آن محل زندگی می‌کنند، گرفته شده‌است.

## آثار
سقاره در برگیرنده قدیمی‌ترین مجموعه بزرگ ساختمانی سنگی است که در تاریخ بشر ساخته شده: هرم پلکانی جوزر که در دودمان سوم ساخته شد. ۱۶ فرعون دیگر نیز در این منطقه برای خود هرم ساختند. مسوولان و درباریان بلندپایه از هر دوره‌ای از تاریخ دودمانی مصر نیز آرامگاه‌هایی برای خود در سقاره بر پا کردند. این ناحیه برای نزدیک به ۳٫۰۰۰ سال پذیرای مردم و بزرگان مصری برای به خاکسپاری بود و این سنت تا پس از به پایان رسیدن دوران فرعونی در مصر و آمدن دوره‌های بطلمیوسی و رومی ادامه داشت.

### دوره دودمانی کهن
نخستین نشانه‌ها از به خاکسپاری بزرگان مصری در سقاره به دودمان‌های نخست برمی‌گردند. در دودمان یکم گورستان پادشاهی در ابیدوس بوده‌است و پادشاهی از آن دودمان در سقاره به خاک سپرده نشده. نخستین آرامگاه‌های پادشاهی سقاره اما از آن پادشاهان دودمان دوم هستند. خسه‌خموی، که واپسین فرعون دودمان دوم بود، در ابیدوس به خاک سپرده شده ولی آرامگاهی نیز در سقاره ساخت که ورودی بزرگی به شکل مثلث دارد و «جسر المدیر» خوانده می‌شود؛ نامی که در زبان عربی «حصار رئیس» معنا می‌دهد. جوزر از دودمان سوم نیز هرمی پلکانی در منطقه دارد که به همراه ساختمان‌ها و مصطبه‌های کناریش، منبع کاوش‌های بسیار توسط باستان‌شناسان در سقاره شد.
نام پادشاهانی از دوره آغازین دودمانی که در سقاره آرامگاه دارند، به شرح زیر است:
- آرامگاه فرعون هوتپ سخموی، دودمان دوم.
- آرامگاه فرعون نینت جر، دودمان دوم.
- آرامگاه فرعون سخم‌خت، که با نام هرم مدفون شناخته می‌شود.
- آرامگاه فرعون خسه‌خموی
- هرم پلکانی فرعون جوزر